# Марфијев закон
Марфијев закон је популаран идиом који означава космолошку предодређеност извесности појаве непожељног догађаја у каузалном низу. Исказ закона гласи: Све што може да крене наопако, кренуће наопако. У читавој западној култури је овај израз веома популаран начин описивања ситуације у којој је нешто неочекивано кренуло наопако.
Закон је добио име по америчком мајору Едварду Марфију, инжењеру који је радио на развоју и тестирању седишта за катапултирање пилота, на нечем што је личило на столицу причвршћену за врсту ракетне дресине.

## Настанак
Легенда каже да све потиче из америчке ваздухопловне базе Едвардс у Калифорнији, где су се током Хладног рата изводили разни експерименти. Године 1949. је извођен пројекат под називом MX981 са намером да се испита способност људског организма да издржи значајна убрзања, односно Ге-силу. Тест је користио дресину на ракетни погон постављену на шине и хидрауличне кочнице за заустављање.
Почетни тест је извођен са лутком везаном за седиште дресине, али је у неким тестовима учествовао капетан Џон Пол Стап. Током извођења теста се поставило питање поузданости инструмената који су мерили силе којима је био изложен капетан Стап. Марфи је предложио електронско мерење напрезања на сигурносним каишевима које би служило као мера сила. Марфијев помоћник је поставио жице и даваче, а проба је урађена прво са шимпанзом.
Давачи су показали нулте вредности. Постало је јасно да је нешто погрешно постављено, и убрзо утврђено да су сви давачи окренути наопако. У том моменту, легенда тврди, је Марфи изговорио судбоносне речи. Према једном другом инжењеру, који је присуствовао експерименту, Марфи је кривио за грешку асистента говорећи, "Ако овај момак може ишта да поквари, поквариће!"
По њему, касније су инжењери ово користили у међусобном разговору као изреку „Ако се може догодити, догодиће се."
Други, укључујући и Марфијевог сина, тврде да је првобитна изјава гласила: „Ако се неки посао може обавити на два и више начина, а само један води у пропаст, биће урађен баш на тај начин“.
Како год, израз се први пут појавио на конференцији за штампу када је капетан Стап одговарао на новинарско питање како то да приликом таквих тестова нико није озбиљно повређен. Стап је одговорио да су озбиљно узели у обзир Марфијев закон. Потом је објаснио да то значи да су предвидели све евентуалне проблеме пре теста.

## Варијације на исту тему
Марфијев закон се појављује у разним облицима. Први облик, познат од 1952. године, је гласио 
- „Шта год може поћи наопако, поћи ће!".

А често се користи и:
- „Не секирај се ако нешто крене лоше, увек може још горе“.

Вероватно прво појављивање у штампаном облику је било у књизи „Људи, ракете и свемирски пацови“ Лојда Малана 1955. године:
- Омиљени научни закон пуковника Стапа је био Марфијев закон: „Ако икако може поћи наопако, поћи ће."

## Дух закона
Без обзира на тачан исказ и порекло израза, дух овог закона је одбрамбени приступ који се огледа у предвиђању грешака које ће крајњи корисник урадити. Марфијеви давачи Ге-силе су оманули јер су постојала два начина спајања: један је давао тачно очитавање, а други није давао никакав резултат. Крајњи корисник - Марфијев помоћник, историјски лик - је имао две могућности за спајање жица. Наравно, изабрао је погрешно и давачи нису урадили свој посао.
У већини добро урађених технолошких производа намењених просечном кориснику погрешно спајање се намерно чини што тежим. На пример, 3.5 инчна дискета се не може убацити у дискетни уређај наопако. Напротив, 5,25 in (13,3 cm) дискета се могла убацити у дискетни уређај на разне начине који су, успут, могли и да оштете уређај. CD и DVD технологија допушта да се диск убаци унутра и обрнуто окренут. Одбрамбени пројектант зна да, ако је могуће диск уметнути наопако, неко ће га некад управо тако убацити. Фаталисти сматрају да чак иако је нешто теоретски немогуће неко ће једном некако успети управо то.
Од првог јавног појављивања Марфијев закон се из аероинжењеринга брзо ширио разним техничким областима и ушао у општу техничку културу. Убрзо су разне варијације ушле у популарни говор, а уопштено се дух Марфијевог закона односио на наглашавање чињенице да се негативне ствари догађају неочекивано. Тако се, у свакодневној употреби појављује и облик
- Ако нешто може поћи по злу, поћи ће

а варијанте су познате и под различитим називима (Финаглов закон или Содов закон код Британаца). У свакодневном говору постоје и други, популарни примери који се често користе за истицање неизбежности баксузног исхода. Омиљени пример на српском је:
- Зашто хлеб увек пада на намазану страну?

где се, наравно, пренебрегава чињеница да не памтимо случајеве када хлеб не падне тако јер нам тај случај није претерано важан. Ако бисмо овде укључили закон вероватноће он би давао своје неумитне резултате али управо дух Марфијевог закона говори о непосредном утицају субјективног, изврнутог, погледа на свет.
Додатне варијанте закона и његове последице су развијане током времена. Неки од њих као општа правила, неки као самопозивајући (рекурентни) а неки као аналогије. На пример, претходна прича о намазаном хлебу може имати варијанту
- Вероватноћа да хлеб намазаном страном падне на тепих је сразмерна цени тепиха.

где се наравно тумачи да ако је пало на ненамазану страну - погрешна страна је намазана. Једна од последица Марфијевог закона је
- Ако је нешто могло да пође наопако и раније, а није - испоставља се да је мања штета да је раније пошло наопако.

Овај и слични закони некад воде парадоксу. Рецимо ако спојимо две марфијевске изјаве
- Ако бацимо мачку са крова она увек пада на ноге
- Хлеб увек пада на намазану страну

на начин да мачки на леђа вежемо парче хлеба, а да је намазана страна одозго, долазимо до следећег закључка. Ако такву мачку бацимо са крова она би, према овим законима, требало да падне на око пола метра изнад земље и да се ту окреће.
Неки пак сматрају Марфијеве законе бескорисним, на пример:
- Кад год оперем кола падне киша, сем кад перем кола да би пала киша!

О Тулов коментар Марфијевог закона филозофски разрађује проблем каузалности и каже
- Марфи је био оптимиста.

Ови мутант-закони показују како изгледа када се Марфијев закон примени на самом себи.
До сада је издато пар књига које у свом наслову имају Марфијев закон. Најпознатије су 
- Марфијев закон, 1977, Артур Блох
- Марфијев закон књига друга, 1980, Артур Блох

и пуне су варијација, закона, постулата, теорема, аксиома, последица ... све на исту тему. Сем тога постоје и специјализоване књиге
- Марфијев закон: Лекари: Учините злоупотребу савршеном
- Марфијев закон: Адвокати: Кривљење права у правној професији!

Марфијев закон се некад представља као животна филозофија. Заузимање одбрамбеног става у животу значи предвиђање могућности да ствари пођу наопако било у инжењерском пројектовању, љубавној вези, путовању аутобусом, ношењу лубенице са пијаце, намештању сателитске антене или неких још бизарнијих ситуација. По некима је питање доброг укуса предузимање извесних мера предострожности док други имају својеврстан религиозни приступ што се тумачи као потпуно погрешна интерпретација Марфија. У сваком случају, даљи развој теме је субјективан и контроверзан.
Битно је нагласити да је Марфијев закон општи, универзалан. Значи важи увек и свакоме. То га разликује од појединачног случаја који се обично описује синтагмом „Да се јадна за зелен бор ухватим ..." или „Зашто се ово само мени дешава?". За тај случај погледати чланак баксуз.

## Примери из праксе
- Зашто хлеб увек пада на намазану страну?
- Зашто увек падне киша када оперем ауто?
- Зашто увек пада киша када оперем прозоре?
- Зашто увек дође аутобус када запалим цигару?
- Зашто је папир који тражим увек на дну последње фиоке?
- Зашто увек чекам аутобус по пола сата а онда дођу бар три?
- Зашто тоалет папира нестане баш кад је највећа фрка?
- Зашто су пертле увек одвезане када пада киша?

### Марфи у хемији
- Ако експеримент успе, нешто је кренуло лоше.
- У било ком скупу података, онај податак који је најисправнији и нема потребе проверавати га, погрешан је податак.
- Никад не понављај успешан експеримент.
- Увек прво нацртај своју криву, а тек онда унеси очитавања.
- У сваком прорачуну ће се грешка, која се може поткрасти, сигурно појавити.
- Свака грешка у прорачуну води ка највећој штети.
- У свакој формули константе, из приручника, треба узимати као варијабиле.
- Када сви напори да инструмент проради закажу, прочитај упутство.

### Марфи у сервису
- Свака жица одсечена на тражену дужину биће кратка.
- Ако је за поправак потребно три резервна дела у складишту ће их бити два.
- Сигурносно струјно коло ће уништити остатак опреме.
- Квар се неће појављивати тако дуго док инструмент не прође последњу контролу.
- После скидања последњег од 16 вијака, установићеш да је скинути поклопац погрешан.
- После враћања поклопца установићеш да има вишак вијака.
- После склапања инструмента, на столу ће ти остати вишак делова.
- Кад тражиш одговарајући окасти кључ, видиш све инбус кључеве у касети.

### Марфи у програмирању
- Сваки нови програм у моменту употребе је већ застарео.
- Компјутер је непоуздан, али су људи још непоузданији
- Направи систем који и будала може користити, па ће га само будале и хтети користити.